# Neotamias obscurus
Neotamias obscurus es una especie de roedor de la familia Sciuridae.

## Distribución geográfica
Se encuentran en la Baja California, México y en el sur de California en los Estados Unidos.